# Plaxomicrus nigriventris
Plaxomicrus nigriventris là một loài bọ cánh cứng trong họ Cerambycidae.